# Cyrille Regis
Cyrille Regis, OIB (Maripasoula, 9 de fevereiro de 1958 – 14 de janeiro de 2018) foi um futebolista inglês que jogava como atacante.

## Carreira
Depois de jogar por Molesey e Hayes, Regis fez sucesso por West Bromwich Albion, onde atuou entre 1977 e 1984 (241 partidas e 81 gols) e Coventry City, entre 1984 e 1991 (238 partidas e 47 gols marcados). Após deixar os Sky Blues, defendeu Aston Villa, Wolverhampton Wanderers, Wycombe Wanderers e Chester City, onde se despediu dos gramados em 1996, aos 38 anos.
Em 1999, foi técnico interino do West Bromwich juntamente com John Gorman, função que exerceria outra vez no ano seguinte, desta vez com Allan Evans. Foram as únicas experiências de Regis como treinador, tendo o ex-jogador passado a trabalhar como agente de jogadores.

## Seleção Inglesa
Nascido na Guiana Francesa, Regis optou em jogar pela Seleção Inglesa (era também elegível para a Seleção Francesa). Foi o terceiro atleta negro a defender o English Team (após Viv Anderson e Laurie Cunningham), pelo qual fez sua estreia em fevereiro de 1982, contra a Irlanda do Norte, como substituto de Trevor Francis, mas não foi lembrado para a Copa da Espanha. Ele ainda jogou outras 4 partidas pela Seleção até 1987, já com Bobby Robson no comando.

## Racismo
Durante sua passagem pelo West Bromwich, Regis sofreu com atos de racismo de torcedores rivais, que faziam gestos ofensivos contra ele. Antes de estrear com a Seleção Inglesa, recebeu uma carta com uma bala de revólver dentro. O atacante guardou o projétil como recordação de sua luta contra o preconceito racial.

## Morte
Cyrille Regis faleceu em 14 de janeiro de 2018, aos 59 anos de idade, após um ataque cardíaco.